# Роуд-муви
Ро́уд-му́ви (англ. road movie — букв. «доро́жное кино́») — фильм-путешествие, герои которого находятся в дороге. Зачастую в форму роуд-муви облекаются фильмы с ярко выраженной жанровой принадлежностью (комедия, вестерн), но иногда роуд-муви выделяется киноведами и в качестве самостоятельного жанра.

## Описание
Структурно роуд-муви, как правило, распадается на ряд эпизодов, в каждом из которых главному герою (героям) предстоит преодолеть то или иное испытание. Например, в конце фильма герой может остаться в пункте назначения, а может вернуться домой. Некоторым фильмам-путешествиям присущ открытый финал, намекающий на то, что дорога бесконечна. Иногда героя в пути настигает смерть.

Неотъемлемая часть путешествия — движение по ландшафту, непродолжительное взаимодействие с людьми, местами и предметами. Место назначения не имеет значения и зачастую определяется произвольно. Вечное путешествие воспринимается как поиски своего места в мире. Естественно, эти поиски никогда не заканчиваются — для завершения пути героям не хватает времени, пространства или веры.— Дэйв Кер
Со времён «Одиссеи» и «Энеиды» путешествие в повествовательном искусстве отягощено символической нагрузкой, сопоставляющей перемещение в пространстве к определённой цели с жизненным путём главного героя. В связи с многообразной философской проблематикой, стоящей за темой дороги, некоторые режиссёры (например, Вим Вендерс и Джим Джармуш) предпочитают работать практически исключительно в жанре роуд-муви.

Фильмом, определившим каноны жанра в малобюджетном (независимом) американском кино, стал «Беспечный ездок» Денниса Хоппера (1969). Затем последовали «Дуэль» (1971) и «Шугарлендский экспресс» (1974) Стивена Спилберга. Наивысшего расцвета жанр достиг в 1980-е годы, когда на экраны вышли такие эталонные образцы роуд-муви, как «Париж, Техас» Вима Вендерса (1984), «Вне закона» Джима Джармуша (1986), «Дикие сердцем» Дэвида Линча (1990), «Мой личный штат Айдахо» Гаса Ван Сента (1991), «Тельма и Луиза» Ридли Скотта (1991) и другие. К роуд-муви также относят такие фильмы, как «Простая история», «Успеть до полуночи» Мартина Бреста с Робертом Де Ниро и Чарльзом Гродином и «Пустоши» Терренса Малика с Мартином Шином и Сисси Спейсек, а также такие комедии, как «Тупой и ещё тупее» (1994) и её сиквел «Тупой и ещё тупее 2» (2014).
Я ценитель дорог. Всю свою жизнь дегустирую дороги. Этот путь никогда не закончится. Наверное, он опоясывает весь мир.